# 長いため息のように
「長いため息のように」（ながいためいきのように）は、1999年3月10日に発売されたthe brilliant greenの6枚目のシングル。発売元はソニーレコード。

## 解説
- 前作と同じドラマのタイアップで、こちらは挿入歌。
- 岩井俊二がCMを担当し話題となった。

## 収録曲
全曲 作詞：川瀬智子、作曲：奥田俊作、編曲：the brilliant green
1. 長いため息のように
フジテレビ系ドラマ「Over Time-オーバー・タイム」挿入歌
2. Maybe We Could Go Back To Then
3. 長いため息のように (Backing Track)

## 収録アルバム
- TERRA2001（#1,2）
- complete single collection '97-'08 (#1)
- THE SWINGIN' SIXTIES